# Kurtis Wenzel
Kurtis Wenzel (* 1. Februar 1991 in Calgary) ist ein ehemaliger kanadischer Biathlet und Skilangläufer.
Kurtis Wenzel startete für die Rocky Mountain Racers. Bereits mit neun Jahren lief er Ski, zwei Jahre später bestritt er seine ersten Rennen. Er bestritt in Martell im Rahmen der Biathlon-Juniorenweltmeisterschaften 2007 seine ersten Rennen im Biathlonsport. In Südtirol erreichte er die Ränge 66 im Einzel, 62 im Sprint – womit er um zwei Plätze die Verfolgung verpasste – und wurde mit Scott Gow und Stuart Lodge Achter im Staffelwettbewerb. Ein Jahr später wurde Wenzel in Ruhpolding 25. des Sprints, 35. in Verfolgung und Einzel sowie mit Gow und Joel Pacas Neunter mit der Staffel. Im weiteren Verlauf des Jahres gewann er bei den Nordamerikanischen Meisterschaften im Sommerbiathlon 2008 in Canmore im Rollski-Einzel hinter Leif Nordgren und vor Wynn Roberts die Silbermedaille. 2009 konnte er – wiederum im heimischen Canmore – bei der Junioren-WM seine besten internationalen Ergebnisse erreichen. Im Einzel verpasste er als Fünftplatzierter noch die Medaillenränge. Im Sprint gewann er vor Erlend Bjøntegaard und Mario Dolder den Titel, im Verfolger gewann er hinter Bjøntegård und Ludwig Ehrhart die Bronzemedaille. Im Staffelrennen gewann er an der Seite von Aaron Gillmor und Gow den Titel als Vizeweltmeister. Bei den Nordamerikameisterschaften des Jahres in Valcartier gewann er an der Seite von Tana Chesham und Gow den Titel in der Mixed-Staffel der Jugend. Auch 2010 startete er erneut in Torsby bei den Juniorenweltmeisterschaften, wo er 17. des Einzels und im Sprint disqualifiziert wurde.
In der Saison 2011/12 debütierte Wenzel im Biathlon-NorAm-Cup. Schon in seinem zweiten Rennen konnte er in Canmore in einem Verfolger hinter Nathan Smith als Zweitplatzierter seine erste Podiumsplatzierung erreichen. Sein Weltcup-Debüt feierte er 2013 im russischen Sotschi, als er mit der kanadischen Staffel den 15. Rang erreichte. Am Ende der Saison 2012/13 und eine Woche nach dem Gewinn der Kanadischen Meisterschaften gab er seinen Rücktritt vom Biathlonsport bekannt.
Im Skilanglauf nahm Wenzel seit 2008 an internationalen Rennen des Skilanglauf-Nor-Am-Cups teil. Im Dezember 2011 erreichte er im Rennen des Black Jack Ski Club mit Platz neun in einem Freistilsprint sein erstes Top-Ten-Resultat. Im Jugendbereich war er dreimal Jugendmeister, 2008 im Sprint und 2009 über 15 Kilometer Juniorenmeister sowie 2011 Vizemeister der Junioren. Bei den Canada Winter Games wurde Wenzel 2011 Siebter und Achter. 
2009 wurde Wenzel Kanadischer Biathlet des Jahres.

## Biathlon-Weltcup-Platzierungen
Die Tabelle zeigt alle Platzierungen (je nach Austragungsjahr einschließlich Olympische Spiele und Weltmeisterschaften).
- 1.–3. Platz: Anzahl der Podiumsplatzierungen
- Top 10: Anzahl der Platzierungen unter den ersten zehn (einschließlich Podium)
- Punkteränge: Anzahl der Platzierungen innerhalb der Punkteränge (einschließlich Podium und Top 10)
- Starts: Anzahl gelaufener Rennen in der jeweiligen Disziplin
- Staffel: inklusive Mixed- und Single-Mixed-Staffeln

| Platzierung                    | Einzel | Sprint | Verfolgung | Massenstart | Staffel | Gesamt |
| ------------------------------ | ------ | ------ | ---------- | ----------- | ------- | ------ |
| 1. Platz                       |        |        |            |             |         |        |
| 2. Platz                       |        |        |            |             |         |        |
| 3. Platz                       |        |        |            |             |         |        |
| Top 10                         |        |        |            |             |         |        |
| Punkteränge                    |        |        |            |             | 1       | 1      |
| Starts                         |        |        |            |             | 1       | 1      |
| Stand: nach der Saison 2012/13 |        |        |            |             |         |        |